# 天主教瓦朗加尔教区
天主教瓦朗加爾教區 （拉丁語：Dioecesis Varangalensis）是羅馬天主教的一個教區，包括印度安得拉邦瓦朗加爾縣和格里姆訥格爾縣，受天主教海得拉巴總教區管轄。
教區成立於1952年12月22日，2010年有教友66,385名，佔轄區總人口百分之0.9。由128名司鐸名管理五十五個堂區。現任教區主教為烏杜馬拉‧巴拉‧肖雷迪。